# Burg Burgholz
Die Burg Burgholz ist eine abgegangene Höhenburg (Wallburg) und freizugängliches Bodendenkmal auf 375 m ü. NHN 2,5 Kilometer ostsüdöstlich von Tübingen an der Schnellstraße nach Reutlingen im Landkreis Tübingen in Baden-Württemberg.
Bei der Wallburg handelte es sich um eine 1896 und 1982 vermessene mehrphasige Wallanlage mit einem 150 Meter langen Abschnittswall und Zangentoranlage. Der heutige Burgstall zeigt noch Wall- und Grabenreste.